# Camptomorpha dorsalis
Camptomorpha dorsalis är en mångfotingart som beskrevs av Filippo Silvestri 1897. Camptomorpha dorsalis ingår i släktet Camptomorpha och familjen Chelodesmidae. Inga underarter finns listade i Catalogue of Life.